# Dendrobium mischobulbum
Dendrobium mischobulbum är en orkidéart som beskrevs av Rudolf Schlechter. Dendrobium mischobulbum ingår i släktet Dendrobium, och familjen orkidéer. Inga underarter finns listade i Catalogue of Life.